# Hvarski kanal
Hvarski kanal je tjesnac, koji se nalazi u Jadranskom moru.
Na zapadu nema prave prirodne međe. Kao međa se može uzeti crta koja ide od rta Kabal na poluotoku Kablu na otoku Hvaru do Zamorskog rata na otoku Braču. Idući dalje na zapad, izlazi se na otvoreno more.
Sa sjeverne strane je omeđen otokom Bračem, a s južne strane mu među čini otok Hvar, te crta koja ide od Sućurja na Podacu.
S istočne strane je međa istočna obala Jadrana.